# Balken-Tarantel
Die Balken-Tarantel oder Breitgebänderte Scheintarantel (Alopecosa trabalis) ist eine Spinnenart aus der Familie der Wolfspinnen (Lycosidae). Die Art besiedelt offene, sonnige Standorte und ist in Mitteleuropa weit verbreitet.

## Beschreibung

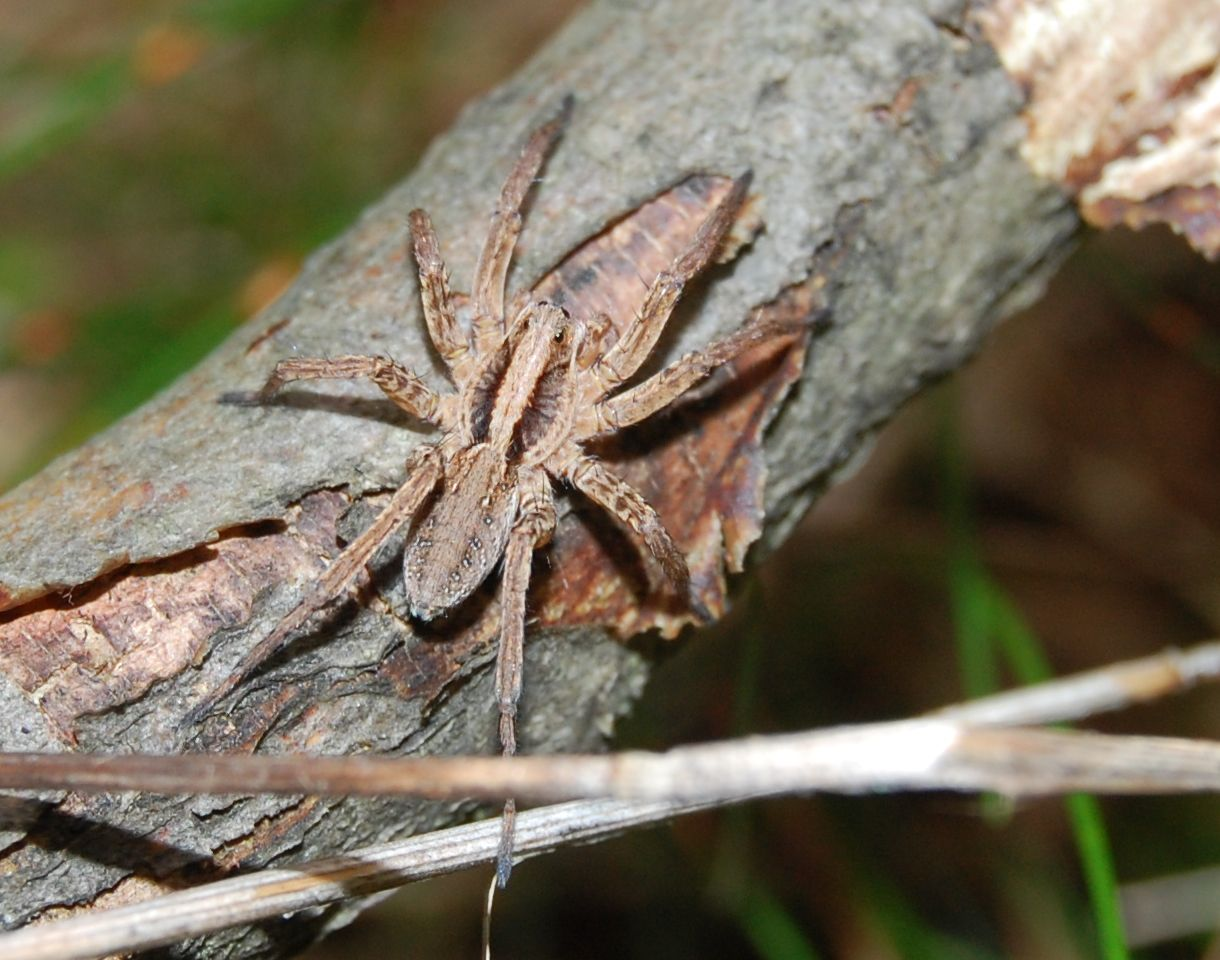
Rückansicht eines Weibchens

Die Balken-Tarantel ist wie die übrigen Vertreter der Gattung eine für mitteleuropäische Verhältnisse große Spinne. Männchen erreichen eine Körperlänge bis 11 Millimeter, Weibchen werden bis 15 Millimeter lang.
Männchen und Weibchen sind deutlich unterschiedlich gefärbt. Im Vergleich zu anderen Alopecosa-Arten ist die Färbung der Weibchen insgesamt recht kontrastarm. Das Prosoma ist in der Mitte warm gelblichbraun, an den Rändern dunkelbraun. Das Opisthosoma ist rehbraun. An der Basis zeigt es eine etwas dunkler graubraune, nach vorne breite und nach hinten spitz zulaufende Zeichnung (den sogenannten Spitzenfleck). Dieser Spitzenfleck ist an der Basis schwach cremefarben gerandet, diese Umrandung läuft etwa auf Höhe der Mitte des Spitzenflecks in jeweils einen weißen Punkt aus. Rechts und links der Rückenmitte finden sich häufig weitere kleine weiße Punkte oder Punktreihen.
Das Männchen ist viel kontrastreicher gezeichnet. Das Prosoma ist in der Mitte breit schneeweiß und an den Rändern schwarzbraun. Das Opisthosoma zeigt einen graubraunen, breit weiß gerandeten Spitzenfleck, die Mitte des Opisthosomas ist hellbraun, an den Seiten schwarzbraun.

## Verbreitung und Lebensraum
Die Balken-Tarantel kommt in fast ganz Europa vor, sie fehlt nur im Nordwesten. Die nordwestliche Verbreitungsgrenze verläuft nach derzeitigem Kenntnisstand durch Deutschland etwa auf einer Linie Prenzlau – Münster. In den Beneluxländern ist die Art sehr selten, in Großbritannien fehlt sie ganz.
Die Art ist wie alle Vertreter der Gattung wärmeliebend, sie besiedelt vor allem Trockenrasen auf Fels- und Sandflächen, auch auf größeren Lichtungen bzw. an Waldrändern. Sie hält sich dort vor allem in Grasbulten auf.

## Gefährdung
Die Balken-Tarantel wird aufgrund ihrer engen Bindung an sonnige, trockene Offenflächen in einigen Bundesländern (Brandenburg, Berlin, Baden-Württemberg) als gefährdet eingestuft (Rote Liste, Kategorie 3); in Deutschland insgesamt gilt sie jedoch nicht als gefährdet.